# Heidi De Grauwe
Heidi De Grauwe (Gent, 22 juli 1981) is een Belgische actrice.
De Grauwe studeerde dramatische kunst aan het conservatorium van Gent en speelt sindsdien in allerlei televisieseries.
Haar bekendste rol is die van Moesj in Wittekerke. Vanaf het najaar van 2010 tot het voorjaar van 2013 speelde ze een vaste rol in de soap Familie. Ze vertolkte deze rol opnieuw in 2014.

## Televisie
- Flikken (1999) - als verpleegster
- Flikken (2001) - als Christel De Neve
- Flikken (2004) - als junk
- Spoed (2004-2005) - als stagiaire Caroline Kennis
- De Kotmadam (2005) - als Joke
- Rupel (2005) - als Leen Demedts
- Wittekerke (2005-2008) - als Marie-Hélène 'Moesj' Dupont
- Witse (2006) - als Sumeya Cooreman
- Aspe (2008) - als Irene De Mesmaeker
- Witse (2009) - als Lizzy Reniers
- De Rodenburgs (2009, 2010) - als journaliste
- Dag & Nacht: Hotel Eburon (2010) - als Bianca
- Familie (2010-2013, 2014) - als Roos Sterckx
- Zone Stad (2011) - als Elise De Meester
- Binnenstebuiten (2013) - als Kath
- Aspe (2014) - als Sylvie Laenen
- Balls of Steel: Belgium (2014) - als mama Mia
- Ghost Rockers (2015-2016) - als agente Stephanie Verelst
- Thuis (2020) - als Isabel
- Life Happens (2025) - als Eva